# Giovanni Sassi
Giovanni Carlo Domenico Sassi (Borgo Vercelli, 22 agosto 1889 – Vercelli, 30 luglio 1942) è stato un calciatore italiano.

## Biografia
portiere, giocò quasi tutta la sua carriera nella Pro Vercelli con cui vinse ben quattro campionati. Ritornò brevemente al calcio giocato nel 1919-1920 quando giocò nella Biellese, arrivando quarto nel girone piemontese.

## Palmarès

### Club

#### Competizioni nazionali
- Campionato italiano: 4

Pro Vercelli: 1908, 1909, 1910-1911, 1911-1912